# This Head I Hold
This Head I Hold è un singolo del gruppo indie pop statunitense Electric Guest, secondo estratto dall'album di debutto Mondo e pubblicato nel 2012. Fu uno dei più venduti in Francia in quell'anno.

## Composizione e testo
Taccone raccontò che la canzone venne concepita come «un costante richiamo al fatto che non devi seguire i passi di qualsiasi tipo di cultura di cui fai parte o che la tua società dice che dovresti o non dovresti fare». Fu la prima canzone che scrisse per l'album, e fino all'ultimo decise di non includerla. Presentò la demo al suo amico, Brian Burton, con l'intenzione di dare il brano ad una donna. Burton, tuttavia, insistette sul fatto che fosse troppo bella da regalare. La voce (filtrata attraverso un dittafono) e la batteria furono entrambe registrate in un'unica ripresa.

## Videoclip
Il 4 gennaio 2012, la band pubblicò un video promozionale con la band che suona la canzone dal vivo sul palco. Prima dell'uscita dell'album, pubblicarono un secondo video in cui viene narrato un talent show e una spedizione nel deserto. Fu diretto da Keith Schofield.

## Posizione in classifica
| Classifica (2012)                | Posizione |
| -------------------------------- | --------- |
| SNEP                             | 37        |
| US Alternative Songs (Billboard) | 30        |

## Accoglienza
Entertainment Weekly chiamò This Head I Hold «tutto un ammiccante falsetto ed uno spadroneggiare retró» che ha reso «l'hammock funk ... il miglior nuovo micro genere della stagione.»  The Canberra Times  la definì «sembra essere stata progettata specificamente per metterti in piedi.» The Sun la trovò una «traccia allegra... che fonde voci soul con produzione lo-fi.»

## Utilizzo nei media
This Head I Hold fu utilizzata nello spot dell'IKEA del 2014 "Ogni pasto è un'occasione speciale".